# Frégouville
Frégouville (Fregovièla en gascon) est une commune française située dans le sud-est du département du Gers en région Occitanie. Sur le plan historique et culturel, la commune est dans le Savès, une petite province gasconne correspondant au cours moyen de la Save.
Exposée à un climat océanique altéré, elle est drainée par le ruisseau de Laurio, le ruisseau d'en Bon, le ruisseau d'en Peyblanc, le ruisseau du Bigo et par divers autres petits cours d'eau.
Frégouville est une commune rurale qui compte 359 habitants en 2022, après avoir connu une forte hausse de la population depuis 1975.  Elle fait partie de l'aire d'attraction de Toulouse. Ses habitants sont appelés les Frégouvillois ou  Frégouvilloises.

## Géographie

### Localisation
Frégouville est une commune de l'aire d'attraction de Toulouse située en Gascogne entre L'Isle-Jourdain et Gimont.

### Communes limitrophes
Frégouville est limitrophe de sept autres communes.
Les communes limitrophes sont  Castillon-Savès, Giscaro, Lahas, Marestaing, Maurens, Monferran-Savès et Noilhan.
| Giscaro | Monferran-Savès | Marestaing      |
| Maurens | Frégouville     | Castillon-Savès |
| Lahas   | Noilhan         |                 |

### Géologie et relief
La superficie de la commune est de 1 232 hectares ; son altitude varie de 159  à   252 mètres.
Frégouville se situe en zone de sismicité 1 (sismicité très faible).

### Hydrographie

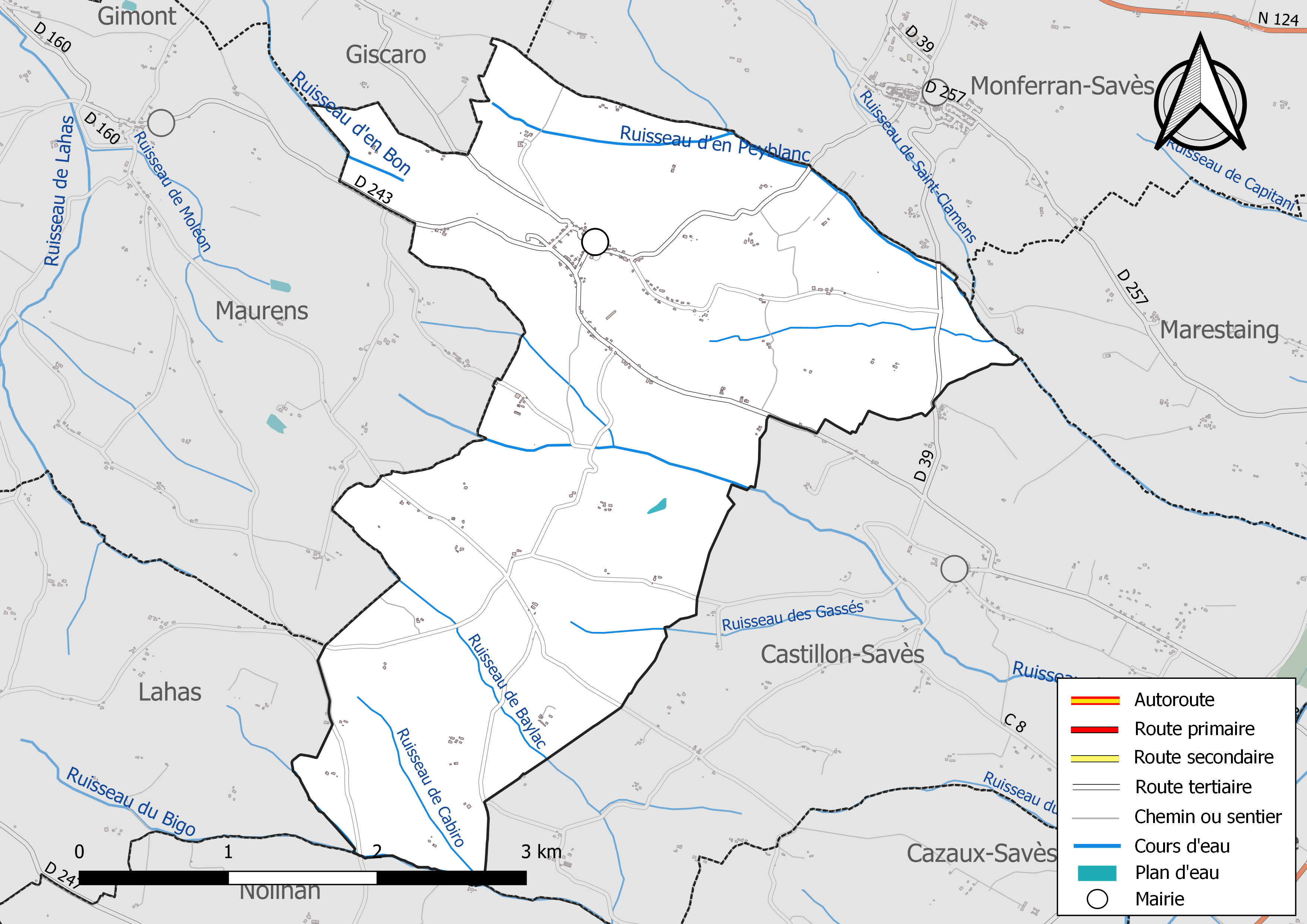
Réseaux hydrographique et routier de Frégouville.

La commune est dans le bassin de la Garonne, au sein du bassin hydrographique Adour-Garonne. Elle est drainée par le ruisseau de Laurio, le ruisseau d'en Bon, le ruisseau d'en Peyblanc, le ruisseau du Bigo, le ruisseau de Baylac, le ruisseau de Cabiro, le ruisseau de Saint-Clamens, le ruisseau des Gassés et par divers petits cours d'eau, qui constituent un réseau hydrographique de 14 km de longueur totale,.

### Climat
Pour des articles plus généraux, voir Climat de l'Occitanie et Climat du Gers.
En 2010, le climat de la commune est de type climat du Bassin du Sud-Ouest, selon une étude s'appuyant sur une série de données couvrant la période 1971-2000. En 2020, Météo-France publie une typologie des climats de la France métropolitaine dans laquelle la commune est exposée à un climat océanique altéré et est dans la région climatique Aquitaine, Gascogne, caractérisée par une pluviométrie abondante au printemps, modérée en automne, un faible ensoleillement au printemps, un été chaud (19,5 °C), des vents faibles, des brouillards fréquents en automne et en hiver et des orages fréquents en été (15 à 20 jours).
Pour la période 1971-2000, la température annuelle moyenne est de 13,3 °C, avec une amplitude thermique annuelle de 15,8 °C. Le cumul annuel moyen de précipitations est de 709 mm, avec 9,4 jours de précipitations en janvier et 5,4 jours en juillet. Pour la période 1991-2020, la température moyenne annuelle observée sur la station météorologique la plus proche, située sur la commune de Lahas à 6 km à vol d'oiseau, est de 13,9 °C et le cumul annuel moyen de précipitations est de 633,5 mm,. Pour l'avenir, les paramètres climatiques de la commune estimés pour 2050 selon différents scénarios d'émission de gaz à effet de serre sont consultables sur un site dédié publié par Météo-France en novembre 2022.

### Milieux naturels et biodiversité
Aucun espace naturel présentant un intérêt patrimonial n'est recensé sur la commune dans l'inventaire national du patrimoine naturel,,.

## Urbanisme

### Typologie
Au 1er janvier 2024, Frégouville est catégorisée commune rurale à habitat dispersé, selon la nouvelle grille communale de densité à sept niveaux définie par l'Insee en 2022.
Elle est située hors unité urbaine. Par ailleurs la commune fait partie de l'aire d'attraction de Toulouse, dont elle est une commune de la couronne,. Cette aire, qui regroupe 527 communes, est catégorisée dans les aires de 700 000 habitants ou plus (hors Paris),.

### Occupation des sols
L'occupation des sols de la commune, telle qu'elle ressort de la base de données européenne d’occupation biophysique des sols Corine Land Cover (CLC), est marquée par l'importance des territoires agricoles (97,4 % en 2018), en diminution par rapport à 1990 (100 %). La répartition détaillée en 2018 est la suivante : 
terres arables (97,4 %), zones urbanisées (2,6 %). L'évolution de l’occupation des sols de la commune et de ses infrastructures peut être observée sur les différentes représentations cartographiques du territoire : la carte de Cassini (XVIIIe siècle), la carte d'état-major (1820-1866) et les cartes ou photos aériennes de l'IGN pour la période actuelle (1950 à aujourd'hui).

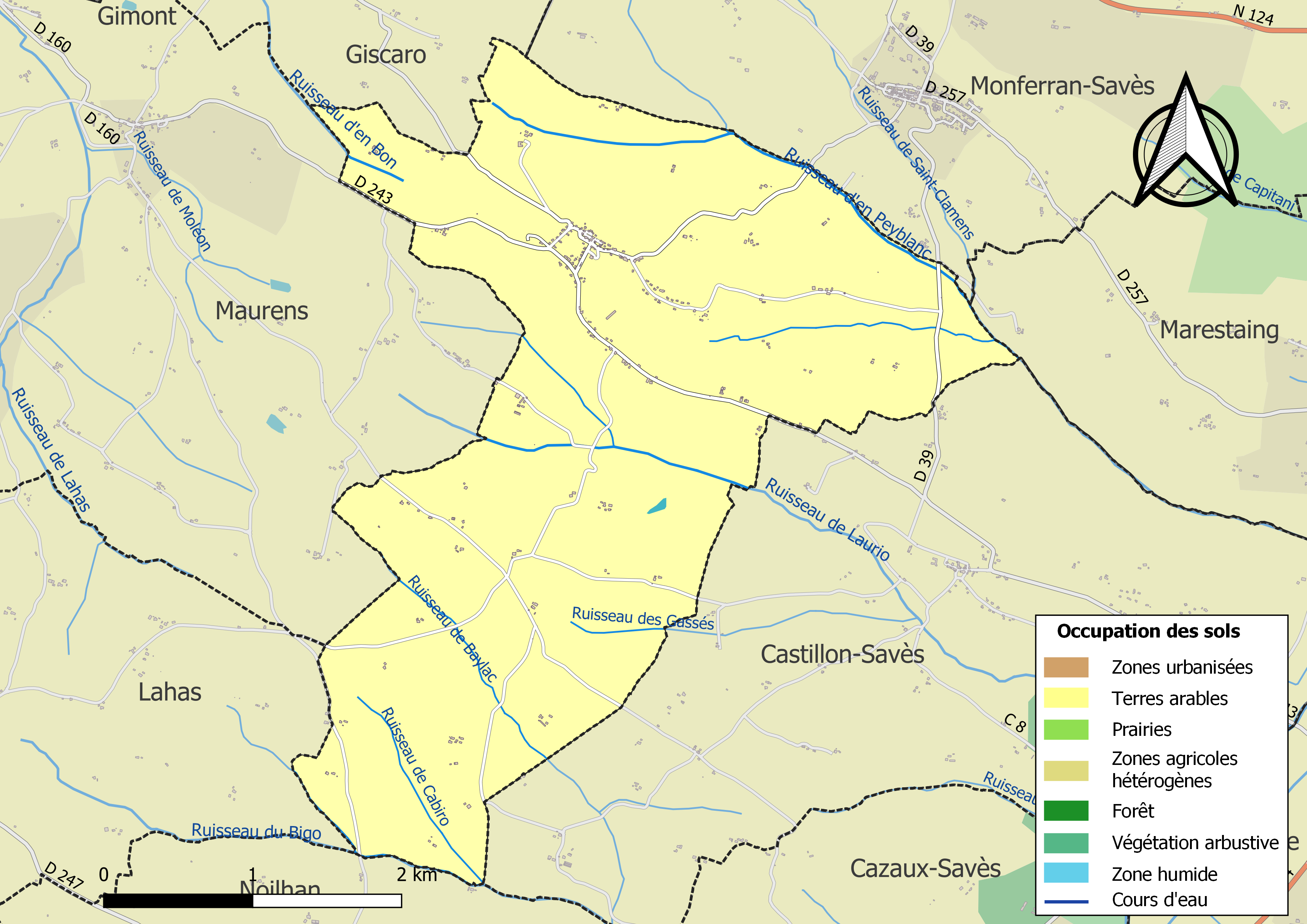
Carte des infrastructures et de l'occupation des sols de la commune en 2018 (CLC).

### Voies de communication et transports
Accès par la route D243 et la route nationale 124 qui est à proximité, ainsi que par le train en gare de Gimont-Cahuzac ou gare de L'Isle-Jourdain sur la ligne de Saint-Agne à Auch.

### Risques majeurs
Le territoire de la commune de Frégouville est vulnérable à différents aléas naturels : météorologiques (tempête, orage, neige, grand froid, canicule ou sécheresse) et séisme (sismicité très faible). Il est également exposé à un risque technologique,  le transport de matières dangereuses. Un site publié par le BRGM permet d'évaluer simplement et rapidement les risques d'un bien localisé soit par son adresse soit par le numéro de sa parcelle.

#### Risques naturels

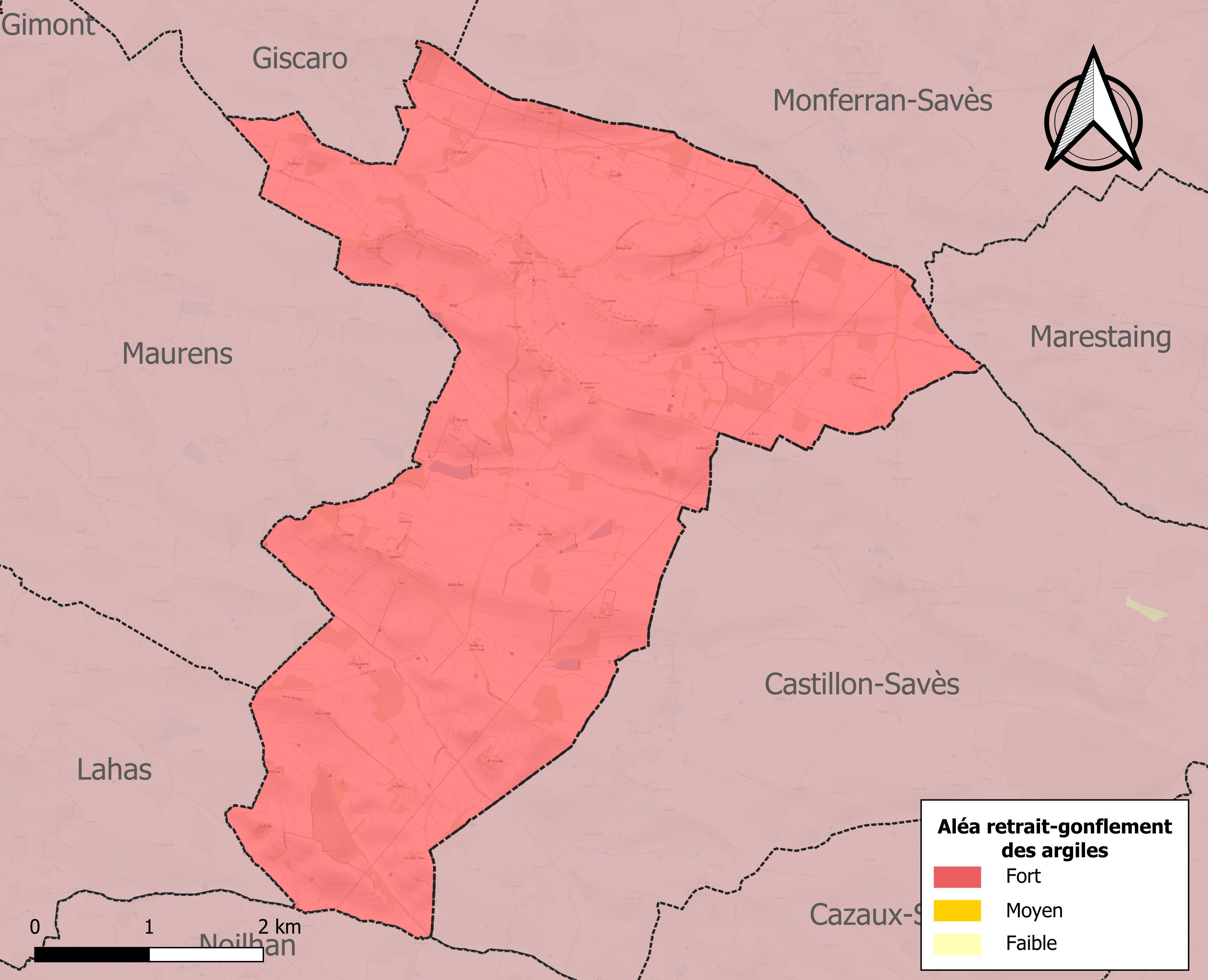
Carte des zones d'aléa retrait-gonflement des sols argileux de Frégouville.

Le retrait-gonflement des sols argileux est susceptible d'engendrer des dommages importants aux bâtiments en cas d’alternance de périodes de sécheresse et de pluie. La totalité de la commune est en aléa moyen ou fort (94,5 % au niveau départemental et 48,5 % au niveau national). Sur les 151 bâtiments dénombrés sur la commune en 2019, 151 sont en aléa moyen ou fort, soit 100 %, à comparer aux 93 % au niveau départemental et 54 % au niveau national. Une cartographie de l'exposition du territoire national au retrait gonflement des sols argileux est disponible sur le site du BRGM,.
Par ailleurs, afin de mieux appréhender le risque d’affaissement de terrain, l'inventaire national des cavités souterraines permet de localiser celles situées sur la commune.
La commune a été reconnue en état de catastrophe naturelle au titre des dommages causés par les inondations et coulées de boue survenues en 1988, 1999, 2009 et 2018. Concernant les mouvements de terrains, la commune a été reconnue en état de catastrophe naturelle au titre des dommages causés par la sécheresse en 1989, 1991, 1993, 1998, 2003, 2012 et 2017 et par des mouvements de terrain en 1999.

#### Risques technologiques
Le risque de transport de matières dangereuses sur la commune est lié à sa traversée par des infrastructures routières ou ferroviaires importantes ou la présence d'une canalisation de transport d'hydrocarbures. Un accident se produisant sur de telles infrastructures est en effet susceptible d’avoir des effets graves au bâti ou aux personnes jusqu’à 350 m, selon la nature du matériau transporté. Des dispositions d’urbanisme peuvent être préconisées en conséquence.

## Toponymie
Nom de domaine mérovingien en -villa qui a donné -viala, -vielle, -fielle et -ville dans la région, précédé du nom de personne germanique Frico.

## Histoire
Au moyen âge cette commune faisait partie avec sept autres, d'un petit territoire qui s'étendait entre L'Isle Jourdain et Samatan appelé Cogotois. Ce dernier fut érigé en vicomté en 1342 par lettre patentes de Philippe VI de Valois au bénéfice du baron Bernard de Marestang. En 1791,le dernier vicomte du Cogotois, Henri Thomas de Preissac, marquis de Marestang ayant émigré en Espagne tous ses biens furent confisqués et le Cogotois divisé en 60 lots et vendus comme biens Nationaux.[style à revoir]

## Politique et administration

### Administration municipale
Le nombre d'habitants au recensement de 2011 étant compris entre 100 et 499, le nombre de membres du conseil municipal pour l'élection de 2014 est de 11,.

### Rattachements administratifs et électoraux
Commune faisant partie de la communauté de communes de la Gascogne Toulousaine et du canton de L'Isle-Jourdain et avant le 1er janvier 2017 elle faisait partie de la communauté de communes de la Save Lisloise.

### Liste des maires
| Période                                  | Période  | Identité             | Étiquette | Qualité     |
| ---------------------------------------- | -------- | -------------------- | --------- | ----------- |
| mars 2001                                | 2008     | Claude Caubet        |           |             |
| mars 2008                                | En cours | Jean Claude Darolles | DVD       | Agriculteur |
| Les données manquantes sont à compléter. |          |                      |           |             |

## Population et société

### Démographie
L'évolution du nombre d'habitants est connue à travers les recensements de la population effectués dans la commune depuis 1793. Pour les communes de moins de 10 000 habitants, une enquête de recensement portant sur toute la population est réalisée tous les cinq ans, les populations de référence des années intermédiaires étant quant à elles estimées par interpolation ou extrapolation. Pour la commune, le premier recensement exhaustif entrant dans le cadre du nouveau dispositif a été réalisé en 2007.

En 2022, la commune comptait 359 habitants, en évolution de +4,66 % par rapport à 2016 (Gers : +1,04 %, France hors Mayotte : +2,11 %).
| 1793 | 1800 | 1806 | 1821 | 1831 | 1841 | 1846 | 1851 | 1856 |
| ---- | ---- | ---- | ---- | ---- | ---- | ---- | ---- | ---- |
| 476  | 398  | 442  | 413  | 494  | 465  | 467  | 477  | 433  |

| 1861 | 1866 | 1872 | 1876 | 1881 | 1886 | 1891 | 1896 | 1901 |
| ---- | ---- | ---- | ---- | ---- | ---- | ---- | ---- | ---- |
| 416  | 428  | 375  | 392  | 382  | 402  | 391  | 375  | 348  |

| 1906 | 1911 | 1921 | 1926 | 1931 | 1936 | 1946 | 1954 | 1962 |
| ---- | ---- | ---- | ---- | ---- | ---- | ---- | ---- | ---- |
| 349  | 338  | 294  | 279  | 259  | 272  | 273  | 265  | 232  |

| 1968 | 1975 | 1982 | 1990 | 1999 | 2006 | 2007 | 2012 | 2017 |
| ---- | ---- | ---- | ---- | ---- | ---- | ---- | ---- | ---- |
| 197  | 167  | 178  | 191  | 201  | 286  | 298  | 333  | 346  |

| 2022 | - | - | - | - | - | - | - | - |
| ---- | - | - | - | - | - | - | - | - |
| 359  | - | - | - | - | - | - | - | - |

| selon la population municipale des années : | 1968 | 1975 | 1982 | 1990 | 1999 | 2006 | 2009 | 2013 |
| Rang de la commune dans le département      | 143  | 407  | 386  | 193  | 152  | 126  | 109  | 108  |
| Nombre de communes du département           | 466  | 462  | 462  | 462  | 463  | 463  | 463  | 463  |

### Enseignement
Frégouville fait partie de l'académie de Toulouse.

### Manifestations culturelles et festivités
Frégouville est le siège du Théâtre de la Petite Maison (TPM) depuis 1994. Le TPM produit des œuvres théâtrales et musicales. Le TPM a produit trois œuvres de Jacques Offenbach en 1995, 2000 et 2005.

## Économie

### Revenus
En 2018  (données Insee publiées en septembre 2021), la commune compte 135 ménages fiscaux, regroupant 345 personnes. La médiane du revenu disponible par unité de consommation est de 24 300 € (20 820 € dans le département).

### Emploi
|                | 2008  | 2013  | 2018  |
| -------------- | ----- | ----- | ----- |
| Commune        | 2,1 % | 3,2 % | 3,4 % |
| Département    | 6,1 % | 7,5 % | 8,2 % |
| France entière | 8,3 % | 10 %  | 10 %  |

En 2018, la population âgée de 15 à 64 ans s'élève à 234 personnes, parmi lesquelles on compte 81,4 % d'actifs (78 % ayant un emploi et 3,4 % de chômeurs) et 18,6 % d'inactifs,. Depuis 2008, le taux de chômage communal (au sens du recensement) des 15-64 ans est inférieur à celui de la France et du département.
La commune fait partie de la couronne de l'aire d'attraction de Toulouse, du fait qu'au moins 15 % des actifs travaillent dans le pôle,. Elle compte 54 emplois en 2018, contre 48 en 2013 et 37 en 2008. Le nombre d'actifs ayant un emploi résidant dans la commune est de 184, soit un indicateur de concentration d'emploi de 29,5 % et un taux d'activité parmi les 15 ans ou plus de 68,1 %.
Sur ces 184 actifs de 15 ans ou plus ayant un emploi, 32 travaillent dans la commune, soit 17 % des habitants. Pour se rendre au travail, 86 % des habitants utilisent un véhicule personnel ou de fonction à quatre roues, 3,2 % les transports en commun, 2,7 % s'y rendent en deux-roues, à vélo ou à pied et 8,1 % n'ont pas besoin de transport (travail au domicile).

### Activités hors agriculture
18 établissements sont implantés  à Frégouville au 31 décembre 2019.
Le secteur des autres activités de services est prépondérant sur la commune puisqu'il représente 38,9 % du nombre total d'établissements de la commune (7 sur les 18 entreprises implantées  à Frégouville), contre 8,3 % au niveau départemental.

### Agriculture
La commune est dans les « Coteaux du Gers », une petite région agricole occupant l'est du département du Gers. En 2020, l'orientation technico-économique de l'agriculture  sur la commune est la polyculture et/ou le polyélevage.
|               | 1988 | 2000 | 2010 | 2020 |
| ------------- | ---- | ---- | ---- | ---- |
| Exploitations | 31   | 23   | 18   | 18   |
| SAU (ha)      | 892  | 907  | 884  | 712  |

Le nombre d'exploitations agricoles en activité et ayant leur siège dans la commune est passé de 31 lors du recensement agricole de 1988  à 23 en 2000 puis à 18 en 2010 et enfin à 18 en 2020, soit une baisse de 42 % en 32 ans. Le même mouvement est observé à l'échelle du département qui a perdu pendant cette période 51 % de ses exploitations,. La surface agricole utilisée sur la commune a également diminué, passant de 892 ha en 1988 à 712 ha en 2020. Parallèlement la surface agricole utilisée moyenne par exploitation a augmenté, passant de 29 à 40 ha.

## Culture locale et patrimoine

### Lieux et monuments
- Église Saint-Jean-Baptiste.

### Héraldique
| Blason | Blasonnement : D’azur au mont de trois coupeaux d’argent, chargé à dextre d’une église de sable et senestre d’un castelet du même; au chef cousu de gueules à la croix cléchée, vidée et pommetée d’or mouvant du trait du chef. Commentaires : Adopté le 20 mai 1999. Il évoque la motte de Frégouville, l’église et le château; l'appartenance au canton de l’Isle Jourdain est rappelée par la croix de l’Isle. (D'après le site de la commune) |